# Nije Schipvaart
De Nije Schipvaart of het Nijediep, ook wel Spanjaardsdiep,  Spaansche Diep of Spanier Tief genoemd (Nedersaksisch: Spoanse Daip, Spanske Deip of Spanger Deip), was een onvoltooide scheepvaartverbinding tussen Groningen en Westfalen, begonnen aan het einde van de 15e eeuw en uitgebouwd in de jaren 1585 tot 1593. Het project is nooit voltooid, maar de plannen kwamen tot in de 19e eeuw geregeld weer ter tafel. Een deel van het kanaal tussen Scheemda en Winschoten vormde de bedding voor het latere Winschoterdiep. 
Het diep volgde het tracé van een oude handelsweg van Groningen naar naar Westfalen.
Spanjaardsdiep is ook een  andere benaming voor de Nieuwe Maas bij Krimpen aan de Lek.

## De Oude Gracht van 1483
In september 1483 sloot het stadsbestuur van Groningen een verdrag met Heinrich von Schwarzburg, prinsbisschop van Münster. Vijf jaar daarvoor had de bisschop, die in geldnood verkeerde, het bewind over Westerwolde overgedaan aan de stad Groningen voor de termijn van 20 jaar. In het verdrag werd afgesproken samen een scheepvaartkanaal te graven van de rivier Eems bij Heede via Westerwolde en Duurswold naar de stad Groningen. Dit om het handelsverkeer van met name boter en graan te bevorderen. Men dacht op deze manier de tolheffing en het stapelrecht van de stad Emden te kunnen omzeilen. De kooplieden uit Westfalen die gebruik wilden maken van het kanaal moesten hun goederen verplicht in Groningen op de markt brengen. Omgekeerd beloofden de Groningers geen weggelopen lijfeigenen uit Westfalen op te nemen. De bodem van het kanaal moest minstens 6 meter breed zijn en de diepte zou zodanig moeten zijn dat het water van de Eems zijn beloop door het kanaal zou kunnen krijgen. Waar nodig zouden bruggen en schutsluizen worden aangelegd. Passanten dienden sluis- of weggeld te betalen. De kosten van het project werden voorgeschoten door de stad Groningen.
Het kanaal sloot aan bij de oude handelsweg van Groningen naar Westfalen, waarover de stad Groningen in 1443 afspraken maakte met de bisschop van Münster en met Egge Addinga, de heer van Westerwolde. Er was sprake van enen vrijen wech of heerstraat door Westerwolderingerlant, die ervoor moest zorgen dat de gewone koopman zonder problemen met wagens heen en weer kon rijden. In 1457 werden nieuwe afspraken met de bisschop en de stad Münster gemaakt om de weg te verbeteren, maar of die daadwerkelijk zijn gerealiseerd is onzeker. De landroute liep via de hoge stadsweg door Duurswold, vervolgens via Slochteren over het hoogveen naar Zuidbroek, daarna via Meeden en Winschoten, langs de Pekelborg en over de Pekelbrugge naar Vlagtwedde, om ten slotte via de smalle dekzandrug van Bourtange en Kaltentange (Neurhede) in Heede uit te komen. Hier sloot de route aan bij de Friese handelsweg, die vanuit Emden over de hoger gelegen westelijke Eemsoever naar het zuiden liep.
De nieuwe scheepvaartroute volgde min of meer dezelfde route, maar met enkele omwegen. Hij volgde het Damsterdiep naar Lustigemaar, Woltersumermaar en Slochter Ae, waar via de Slochtersloot (vermoedelijk de Edsersloot) een doorsteek naar de Sijpe bij Stootshorn werd gemaakt. Daar ging het verdere tracé vermoedelijk via de Sijpe naar de Dollard bij Woldendorp, om vandaar via de buitendijkse stroomgeul van de Reider Aa en de Westerwoldse Aa in de Ruiten Aa bij Vlagtwedde uit te komen. Hier werd het zijstroompje de Weite gekanaliseerd (de Oude Gracht), terwijl vervolgens een nieuw kanaal over het hoogveen naar Heede werd gegraven. Hier mondde het kanaal in de Eems bij de hoeve Diekhaus in het gehucht Hunfelde.
De Groningers waren niet alleen verantwoordelijk voor de route binnendoor, maar ook voor de dijken, vaargeulen en hoofden tussen Reide en de Westerwolde. Ze hielden daarbij wel een slag om de arm in verband met het dichtslibben van de vaargeulen. Het bisdom Münster nam de kosten voor de rest van het kanaal voor zijn rekening, maar Groningen moest het geld daarvoor voorschieten. Dat gebeurde onder andere door levering van kaas en boter aan de mannen die het werk verzetten. De gekanaliseerde beek staat nu bekend als Oude Gracht, maar de restanten van het kanaal werden in de 19e eeuw ook wel betiteld als Spanjaardsdiep, Spaansche Diep of Spanier Tief (bij Neurhede). De werkzaamheden waren in elk geval in 1486 bezig.
Waarom de aanleg uiteindelijk niet is gelukt, is onduidelijk. Groningen moest in 1498 het bewind over Westerwolde aan de bisschop teruggeven. In 1502 werden de laatste rekeningen vereffend. De Groningse kroniekschrijver Sicke Benninge meldt dat het plan om de nie Eemse toe graven jammerlijk is mislukt, waardoor het project een verloeren kost bleef. In de 17e eeuw werd beweerd dat men de plannen had afgeblazen vanwege vrese van onheyl dat daer uyt konde doorstromen, namelijk wanneer het water van de Eems zich met kracht door het kanaal zou persen. Een sage beweert zelfs dat het kanaal werd gegraven om de Spanjaarden die Nederland bezet hielden te laten verdrinken; uit angst voor de gevolgen zou men ermee zijn gestopt. De landmeter en ingenieur Cornelius Adgerus meende daarentegen in 1587 dat er sprake was geweest van onkunde oftewel mijsverstant en voegde daar de waarschuwing aan toe: bezint eer gij begint. 
De landweg langs Slochteren werd in de jaren 1499 tot 1514 nieuw leven ingeblazen door graaf Edzard I van Oost-Friesland, die er veel aan gelegen was een goede verbinding met het door hem veroverde Groningerland te krijgen. In 1505 bouwde hij kerk en kerktoren uit tot vesting, nadat de bouw van een blokhuis naast het steenhuis aldaar vanwege de natte veengrond was mislukt. De Viertorenkerk van Midwolda werd in 1514 versterkt en ingericht als haven voor het scheepvaartverkeer naar Emden.
De landweg naar Westfalen werd vermoedelijk in 1522 verbeterd, toen de stad Groningen en de bisschop van Münster nieuwe plannen maakten voor een handelsweg over het Pekelder hoogveen, voorzien van brede sloten en kades tegen het water (eyne gemeyne frye heerstrate over dat Peckelmoer myt dyken, wallen und grefften). Dit was Die Olde Heerwech (Oude Turfweg), die bij de Pekelbrugge over de Pekel A ging. Na een volgende bedijking werd omstreeks 1544 de nieuwe Heerwech via Winschoterhogebrug in gebruik genomen.

## De Nije Schipvaart (1585-1593)

### Oldambt
De eerste plannen voor een nieuw kanaal vanuit de stad via Bellingwolde naar Rhede (Ems) dateren uit 1568. Juli 1580 kwam het Groningse stadsbestuur met het voorstel om ein bequame schipvaerdt van Slochteren naar de Dollard bij Zuidbroek te laten graven. Dit om het handelsverkeer te beschermen, dat ernstig te lijden had onder de overvallen van Staatsgezinde kaperschepen aan de kust. Bovendien konden de Oldambtsters er op deze manier toe gebracht worden hun goederen (vooral zuivelproducten, graan en turf) in Groningen op de markt te brengen. Men wilde zoveel mogelijk gebruik maken van de bestaande watergangen. Het kanaal moest ruim genoeg zijn om slootschepen met een laadvermogen van een halve last (ca. 1000 kg) door te laten. Wanneer alle inwoners van de nabijgelegen dorpen zouden helpen, zou het kanaal in één dag klaar zijn, meende men. Het jaar daarop wilde het stadsbestuur ook de wegen verbeteren.
De situatie werd nijpend toen Staatse troepen in 1583 Oterdum veroverden en van daaruit de scheepvaart op de Eems vrijwel onmogelijk maakten. Juli 1584 maakte het Groningse stadsbestuur daarom opnieuw plannen voor de aanleg van een nieuw diep naar het Oldambt. In september volgde een verdrag met de Ommelanden om een nije wateringhe und scipvaert van Slochteren na Broeck, Hilligerlee, Winschote to graven. Bovendien vroeg men toestemming aan de landvoogd, de hertog van Parma, om het kanaal door Westerwolde en via Bourtange door te mogen trekken naar de Eems. De sluizen die toegang gaven tot de Dollard werden met kettingen afgesloten en de Oldambtsters kregen dwangbevelen om gedurende veertien dagen arbeiders voor het werk te leveren. Het benodigde hout werd uit het holt offte buskasie van dorpsheer Rengers gehaald. Juli 1585 nam stadhouder Francisco Verdugo het tracé van de nije schypfarth in ogenschouw, waarna de graafwerkzaamheden begonnen. Het kanaal was aanvankelijk 6,60 m breed, maar het lukte niet goed de vaargeul op diepte te houden. In 1592 volgde daarom verdere verbreding tot 9 m, terwijl de bodem zes steek dieper werd tot in het zand uitgegraven. De uitvoering van het project lag in handen van de Friese landmeter en oud-bestuurder Adriaen van Cronenburg (ook bekend als kunstschilder), die tevens als hoofdaannemer fungeerde.
Het nieuwe kanaal volgde het tracé van de middeleeuwse vaart voorbij van de kerk van Slochteren tot aan Stootshorn, waar de loop werd doorgetrokken naar Noordbroek en vervolgens via het Oude Diep en de (Noordbroekster) Oude Geut naar de Karmer- of Caringerzijl geleid. Een verlaat of schutsluis in de Edsersloot bij Slochteren moest ervoor zorgen dat het water in het kanaal op peil bleef. Onder Noordbroek dienden 62 bruggetjes die het scheepvaartverkeer belemmerden te worden afgebroken. Buitendijks volgde het kanaal de vaargeul van het Mensediep (Rechte Watering) en het Opdiep naar Eexta, waar verderop een zijtak van de Tjamme door het hoogveen tussen Scheemda en Eexta werd uitgediept. Rondom de hoogte van het klooster te Heiligerlee werd in 1587 een nieuwe bedding gegraven, die aan de zuidkant langs het Kloosterholt liep en daar aansluiting vond bij de Rensel. Die mondde op zijn beurt bij Winschotenzijl in de Pekel A uit. Of het tracé door het centrum van Winschoten (langs de Venne) in 1587 volledig nieuw gegraven is, is onduidelijk.
Een belangrijke hindernis vormde de Veendijk langs het riviertje de Sijpe die door het kanaal werd doorsneden. De ingelanden van Slochteren maakten ernstig bezwaar tegen de plannen, omdat hun lager gelegen landerijen last zouden krijgen van het opgestuwde water uit het Oldambt. Om aan de bezwaren tegemoet te komen, werd daarom een tweede verlaat te Stootshorn gebouwd, daarnaast in 1589 extra schutdeuren bij de Veendijk. Bij de sluis bevond zich woning voor de sluismeester met een herberg. Naast het verlaat werd een overtoom aangelegd, waar kleine schepen overheen werden getrokken zonder dat men de sluisdeuren hoefde te openen. Via het Hondshalstermaar kon men het haventje van de Nijezijl te Nieuwolda-Oost bereiken. Om de Oldambtsters te paaien, kregen zij in 1588 vrijstelling van passagegeld. De route werd bewaakt door een groep soldaten, die rond de Slochterkerk waren gelegerd.
Het nieuwe kanaal werd de eerste jaren gebruikt door honderden schuiten, daarna raakte het in verval. In 1602 en 1611 werd gesproken over herstel, maar het stadsbestuur besloot het jaar daarop tot aanleg van het Winschoterdiep. De sluis bij Stootshorn werd daarom afgebroken en weer opgebouwd in Foxhol. De loop van het kanaal was nog in 1645 voorhanden, maar de wallen waren ingestort en de bedding gedeeltelijk toegegroeid met waterplanten en struiken. Om het handelsmonopolie van de stad te omzeilen wilde het bestuur van de Ommelanden de Ritzersloot (het latere Slochterdiep) langs het Slochterbos door te trekken naar de Sijpe. Landmeter Cornelis Edskens maakte hiervoor in nauwe samenspraak met de volmachten van het Oldambt een ontwerp. Nadat Osebrand Johan Rengers, heer van Slochteren, in 1659 het Slochterdiep had laten graven, wilde hij het het kanaal alsnog verder doortrekken tot voorbij Noordbroek. Deze plannen liepen aanvankelijk stuk op het verzet van een deel de Oldambtsters, die op hun beurt wateroverlast vreesden. Niettemin laat de provinciekaart van Nicolaes Visscher uit 1680 en de kaart van Theodorus Beckeringh uit 1781 zien dat de verbinding naar de Sijpe wel degelijk tot stand kwam. Op twee schetsen die Beckeringh eerder maakte, is te zien hoe het kanaal voorlangs het Rechthuis liep, waar de Hoofdweg via een brug (de Oostertil) eroverheen werd geleid.
Het vervallen kanaal van Eexta naar Winschoten - in 1627 't Olde Winschoterdiep genoemd - ging omstreeks 1635 deel uitmaken van het nieuw gegraven Winschoterdiep.

### Westerwolde
Het nieuwe kanaal van Winschoten naar Wedde werd vermoedelijk al in oktober 1584 gegraven door daarvoor opgetrommelde inwoners van Blijham, Bellingwolde, Den Ham en Hamdijk. Het Nie Diep verbond de Pekel A met de Westerwoldse Aa. Het liep aan de noordkant van de Winschoterweg naar Blijham, vervolgens langs de Molenhorn (Hoofdweg) om bij Lutjeloo in de Aa uit te komen. Het kanaal staat afgebeeld op een kaart uit 1590, maar bleek niet te voldoen. Stadhouder Verdugo gelastte daarom in 1585 het graven van een buitendijks kanaal dat via de Blijhamsterzijl en het Pastoriediep naar de Westerwoldse Aa zou lopen. De inwoners weigerden echter hun medewerking en vroegen in 1587 financiële steun van de stad Groningen om het project door ingehuurde arbeidskrachten te kunnen laten voltooien. Het is niet bekend of deze nieuwe plannen daadwerkelijk zijn uitgevoerd.
Voor het laatste deel van het kanaal wilde men aanvankelijk de Oude Gracht van 1483 opnieuw in gebruik nemen. Staatse troepen hadden in 1580 een schans bij Bourtange aangelegd, maar zij waren al snel weer verjaagd, De nauwe passage door de veenmoerassen was echter een deel van het jaar voor wegverkeer ontoegankelijk. In 1587 waren dringend verbeteringen nodig, terwijl de route ook beter beveiligd zou moeten worden.
De Groningers overwogen daarom een alternatieve route via Bellingwolde langs de Kerkweg of Heiligelaan naar Rhede (Ems), waarlangs ook het overige handelsverkeer naar Oost-Friesland zou kunnen verlopen. De beoogde aanleg werd vergemakkelijkt doordat het veenpakket hier niet dikker was dan 2,40 m. Het kanaal kon verder worden beschermd door de in 1584 aangelegde Booneschans aan de Hamdijk. Het bisdom Münster stond welwillend tegenover de plannen. Ter voorbereiding werd de bekende ingenieur Cornelius Adgerus uit Leeuwarden in augustus 1587 naar Münster gestuurd. Op de kaarten die hij samen met zijn zoon tekende, wordt het kanaal afgebeeld samen met twee verlaten die nodig waren om het hoogteverschil te overbruggen. Rhede zou zich volgens deze plannen kunnen ontwikkelen tot een nieuwe rivierhaven.
De alternatieve plannen werden echter niet gerealiseerd. In plaats daarvan werd het kanaal van 1483 alsnog uitgediept, maar opnieuw bleef het project onvoltooid. De gegevens daarover zijn schaars, maar op kaarten uit de 18e en 19e eeuw staan de overblijfselen van het Spanjaardsdiep bij Bourtange, Neurhede en Heede tot in detail getekend. Tijdgenoten meldden dat de restanten van het toegegroeide Spanjaardsdiep ook ten westen van Bourtange nog zichtbaar waren. De benodigde schutsluizen zijn kennelijk nooit voltooid, hoewel men er rond 1800 wel de resten van palen en ander houtwerk vond. Ook werd een stenen kroes met een voorstelling van het laatste oordeel opgevist. Het kanaal liep van de Stakenborgweg via Bakovensmee naar de huidige Weg am spanischen Tief en verder via de Hubertusstraße naar een voormalige rivierarm bij Zum Siel (Heede).
Doordat Staatse troepen de route naar Duitsland in 1593 met de bouw van nieuwe schansen te Oudeschans en Bourtange, raakten de kanaalplannen achterhaald. Volgens sommige berichten werden ze echter door de nieuwe machthebbers weer opgepakt. In de Münsterse archieven bevond zich ten minste het ontwerp voor een kanaal dat de Staatse ingenieur Pauwel Symonsz uit Bolsward (de bouwmeester van Bourtange) in 1598 aan de landdrost van het Emsland voorlegde.

## Latere plannen
Volgens sommige berichten wilde bisschop Bernhard von Galen (Bommen Berend) de oorspronkelijke kanaalplannen bij Neurhede weer uit de ijskast halen. In 1651, 1655 en 1661 sprak het Groningse stadsbestuur over een kanaal van Bellingwolde naar de Versche Eems bij Weener, waarvoor in 1696 een nader ontwerp werd gemaakt. Er werd een contract gesloten met de vorst van Oost-Friesland en ook de Staten Generaal gingen akkoord, maar de stad Emden bleef dwars liggen. Vanaf 1699 onderhandelde de stad Groningen met het prinsbisdom van Münster over een kanaal van Bellingwolde naar Rhede, waarbij een nieuw traject richting Brual werd voorgesteld. De zaak stond nog in 1714 op de agenda. Oktober 1737 benaderde de Münsterse regering de Groningers hierover en in 1771 stond de kwestie alweer aan bod. Daarna was het een tijdlang stil. Het plan voor een kanaal naar Weener kwam in de jaren 1801 tot 1806 opnieuw ter tafel.
De regering van het Koninkrijk Hannover maakte in 1845 plannen voor de aanleg van een kanaal vanuit de Eems naar Drenthe. Grootgrondbezitter Aalt WIllem van Holthe tot Echten maakte plannen voor een Kanaal-Maatschappij tot de Verbinding van de Zuiderzee met de Eems. Provinciale Staten van Overijssel gaven daarentegen in 1849 een concessie aan de veenexploitant A. van Runen te Bussum om een dergelijk kanaal van Coevorden naar Meppen te laten graven, een concessie die daarna werd overgenomen door J.H. Graswinckel te Delft. De verschillende projecten beconcurreerden elkaar en strandden door geldgebrek. In 1852 stelde de gemeenteraad van Groningen voor het Stadskanaal door te trekken naar de Eems. Vooraanstaande inwoners van het dorp Stadskanaal dienden daartoe in 1855 eveneens een verzoekschrift in. In 1859 ontstond een discussie in Provinciale Staten van Groningen over nieuw kanaal van Bellingwolde naar Rhede, waardoor boter uit Münsterland en steenkool uit omgeving van Osnabrück en Ibbenbüren zou kunnen worden aangevoerd. Een uitvoerig rapport uit 1865 over deze internationale vaarweg naar Hannover had echter geen gevolgen. Ook een poging van de inwoners van Haren (Ems) om de Groningers te interesseren voor een kanaal langs hun dorp, vond geen gehoor.
Door de opkomst van het spoorwegvervoer werden deze projecten minder urgent en kwamen ze uiteindelijk niet tot stand.

## Historische kaarten
- Charte description [...] aengaende des Diepte oder Schypvaert von Reede nae Bellingwolde [...], door Cornelius Adgerus, 1587[63]
- Gruntris zu niewen Canael aus Groningerlandt bis in die Eemse, de Ao 1593, kopie[64]
- Contorfeitungh der Duergravinge van Rhede nach Bellingwolda so vor reductie der statt Gronningen an desen siden upgerichtett, na 1594[65]
- Afteijkeninge, tot het graven van een nieuwe schipvaert van de Westerwolder Aa, langs de Langeakker-schans tot an Weener, 1696[66]
- Situatie kaart van een project scheepvaart kanaal ter verbinding van de rivieren Aa en Eems in de rigting van Bellingwolde en Rhede, ca. 1860[67]